# Керрі Кінг
Керрі Рэй Кінг (англ. Kerry Ray King; нар. 3 червня 1964) — американський гітарист, засновник та незмінний учасник треш-метал-гурту Slayer. Відомий також своїм безкомпромісним характером, екстравагантним зовнішнім виглядом та любов'ю до змій.
Хоча Кінг займає високі позиції в рейтингах найкращих метал-гітаристів, свою єдину персональну нагороду він отримав лише в 2008 році (Нагорода Golden Gods Awards журналу Metal Hammer в номінації «Золотий бог»).

## Біографія
Керрі Рей Кінг (Kerry Ray King) народився 3 червня 1964 року в Лос-Анджелесі, штат Каліфорнія. Його батько працював авіамеханіком, а мати службовцем в телефонній компанії. Керрі відвідував школу  Warren High School в Дауні, Каліфорнія і одночасно почав вчитись грати на гітарі в музичній школі в Саут Гейт.
В старших класах Кінг досяг певних успіхів у вивченні математики, але не став розвиватись у цьому напрямку і повністю переключився на музику.
У 1981 році Кері разом з Джеффом Ханнеманом вирішили створити нову групу. Трохи пізніше до них приєднався барабанщик Дейв Ломбардо, а згодом басист Том Арая. Групу назвали Slayer.
Захоплення музикою з'явилося у хлопця з молодших шкільних років, свою першу гітару він отримав в 13 років в подарунок від батька, який таким способом намагався знайти сина хобі і захистити його від поганої компанії. Для запису першого альбому Show No Mercy звукозаписна компанія Metal Blade Records, з якою група підписала контракт, не надала ніяких грошей - джерелом фінансування став батько Кінга, який дав групі кошти в борг. Сам Керрі стверджував, що батько пишався професією сина, але сам музикант давав йому слухати записи своєї групи вибірково, приховуючи самі брутальні, оскільки, за словами Кінга, його батько «такий хлопець, що навіть не лихословив в присутності його мами». 
Після виходу першої платівки і першого концертного туру «Haunting The West Coast» Керрі Кінг тимчасово пішов з Slayer і приєднався до нової групи Дейва Мастейна Megadeth. Незважаючи на те що Мастейн хотів, щоб Кінг був постійним учасником його колективу, Керрі повернувся в Slayer після п'яти концертів, заявивши, що Megadeth «забирали занадто багато його часу».

## Сольна кар`єра
У листопаді 2023 року Кінґ натякнув, що збирається випустити дебютний альбом свого нового проекту в 2024 році . ПІзніше стало відомо, що цей новий проект — це альюо From Hell I Rise, який має вийти 17 травня 2024. До складу гурту Керрі Кінґа входять барабанщик Slayer Бостаф, вокаліст Death Angel Марк Осеґуда, басист Hellyeah Кайл Сандерс та колишні гітарист Vio-lence і Machine Head Філ Деммел .
5 лютого 2024 відбувся перший реліз сольного проєкту Керрі пісня Idle Hands на YouTube. За день вона була прослухана 340 тисяч разів . 

## Особистість
Кінг - антитеїст і вважає релігію опорою для людей, які «занадто хворі, щоб самим йти по життю». Тематика пісень, написаних Керрі, найчастіше сфокусована на сатанізм і окультизм, хоча сам музикант відкрито заявляє, що ніколи не вірив ні в Бога, ні в Сатану. У документальному фільмі «Подорож металіста» (2005) він назвав релігію «найбільшою промиванням мізків, як в Америці, так і в усьому світі. Я вважаю, що вона - суцільне брехня ».
Що стосується особистих якостей, то, за словами Хенкка Сеппяля, бас-гітариста Children of Bodom, Кінг - «справжній металевий хлопець, дійсно справжній, він не намагається бути іншим. Він воістину доброзичливий хлопець, дуже важливий, але твердий у відношенні своєї точки зору. Він не боїться суперечити. Він справжній ». 
Зараз разом зі своєю другою дружиною Аїшею Керрі Кінг живе в місті Корона, Каліфорнія. Він також виховує дочку від першого шлюбу - Шайен Кімберлі (англ. Shyanne Kymberlee).